# Callitris tuberculata
Callitris tuberculata ist eine Pflanzenart aus der Familie der Zypressengewächse (Cupressaceae). Sie ist im Süden des australischen Bundesstaats Western Australia heimisch.

## Beschreibung
Callitris tuberculata wächst als immergrüner Strauch oder kleiner Baum, der Wuchshöhen von bis zu 8 Metern erreichen kann. Gelegentlich werden mehrere Stämme gebildet. Die Äste gehen aufrecht vom Stamm ab.
Die grünen bis graugrünen Blätter werden 2 bis 4 Millimeter lang. Ihre Rückseite ist abgerundet.
Die männlichen Blütenzapfen stehen in Gruppen an den Zweigen und sind bei einer Länge von bis zu 5 Millimetern zylindrisch geformt. Die kugeligen bis abgeflacht-kugeligen weiblichen Zapfen stehen einzeln oder in Gruppen zusammen, haben einen Stiel und werden 2 bis 2,5 Zentimeter dick. Jeder Zapfen besteht aus sechs dicken, warzigen Zapfenschuppen und trägt zahlreiche Samenkörner. Sie verbleiben nach der Reife noch mehrere Jahre an den Zweigen, ehe sie die Samen entlassen und abfallen. Die dunkelbraunen Samen werden etwa 4 Millimeter groß und haben zwei oder drei Flügel.

## Vorkommen und Gefährdung
Das natürliche Verbreitungsgebiet von Callitris tuberculata liegt im südlichen Western Australia. Es erstreckt sich dort vom östlichen Teil des südlichen Wheatbelts über die Region der Goldfields bis in die Große Victoria-Wüste.
Callitris tuberculata wächst vor allem auf Hügeln und Ebenen aus rotem Wüstensand sowie auf Küstendünen.
Callitris tuberculata wird nicht in der Roten Liste der IUCN gelistet.

## Systematik
Die Erstbeschreibung als Callitris tuberculata erfolgte 1910 durch Richard Thomas Baker und Henry George Smith in Pines of Australia, Seite 99. Einige Autoren ordnen die Art Callitris preissii oder Callitris verrucosa zu.
Von den Rändern der Großen Victoria-Wüste bis zur Mündung des Murchison Rivers findet man immer wieder natürlich entstandene Hybride mit Callitris glaucophylla.